# 楽元駅
楽元駅（ラグォンえき）は朝鮮民主主義人民共和国平安北道新義州市楽元1洞にある、朝鮮民主主義人民共和国鉄道省平義線の駅である。朝鮮戦争時の英雄とされる申蒲香にちなんで蒲香駅（포향역）とも呼ばれる。

## 隣の駅
朝鮮民主主義人民共和国鉄道省
平義線
龍川駅 - 楽元駅 - 南新義州駅